# Osmia cobaltina
Osmia cobaltina är en biart som beskrevs av Cresson 1878. Osmia cobaltina ingår i släktet murarbin, och familjen buksamlarbin. Inga underarter finns listade i Catalogue of Life.